# Mykyta Bura
Mykyta Bura (ur. 18 kwietnia 1896 w Oleksinie Wielkim w pow. Równe, zm. 6 czerwca 1985 r. w Kanadzie) – ukraiński polityk, pedagog, poseł na Sejm III, IV i V kadencji w II RP.

## Życiorys
Urodził się w rodzinie chłopskiej. W 1920 ukończył studia pedagogiczne. Rolnik, właściciel 12-hektarowego gospodarstwa rolnego we wsi Horodek na Polesiu. W czasie I wojny światowej służył w armii austro-węgierskiej, następnie w Armii Halickiej. W latach 1920–1924 był nauczycielem w szkole powszechnej w powiecie rówieńskim. Od 1922 pracował społecznie w samorządzie gminnym i powiatowym, był wójtem i radnym gminy Równe. Członek Wydziału Powiatowego w Równym i delegat do Rady Wojewódzkiej, radca Wołyńskiej Izby Rolniczej.
Sekretarz i od 1930 prezes Zarządu Okręgowego Wołyńskiego Zjednoczenia Ukraińskiego w Równym.
Poseł III, IV i V kadencji Sejmu, uzyskał mandat:
- w 1930 z listy nr 1, okręg wyborczy nr 57 (Łuck)
- w 1935 i 1938 w okręgu wyb. nr 59 (Równe)

Był członkiem klubów: od 1930 BBWR; od 1935 brak danych; od 1938 Ukraińskiej Reprezentacji Wołynia (wiceprezes). Pracował w komisjach: 1930 komunikacyjnej (z-ca członka), do walki z drożyzną; od 1935 administracyjno-samorządowej (od grudnia 1936), rolnej, zdrowia publicznego i opieki społ. (do grudnia 1936); od 1938 rolnej. W 1928–1930 zastępca posła z listy nr 1 w okręgu wyb. nr 57 (Łuck). W Sejmie IV kadencji w czerwcu 1938 wybrany do specjalnej komisji ds. aprowizacji.
Po wybuchu II wojny światowej znalazł się w Związku Sowieckim, Dzięki zabiegom polskich władz emigracyjnych, które rozważały jego kandydaturę na członka Rady Narodowej Rzeczypospolitej Polskiej opuścił ten kraj z Armią Andersa i w sierpniu 1943 został przewieziony samolotem do Wielkiej Brytanii. Planowano wykorzystanie go do proklamacji propolskiej deklaracji jako przedstawiciela Ukraińców z ziemi "halicko-wołyńskich", a pomysł włączenia go do Rady Narodowej w różnej formie był podtrzymywany do końca wojny. 
Do 1948 przebywał w Londynie, następnie w Kanadzie.